# Лемеш Вадим В'ячеславович
Вадим В'ячеславович Лемеш (24 серпня 1987, Новосибірськ, РРФСР — 6 серпня 2022, Мар'їнка, Україна) — російський офіцер, майор ЗС РФ. Герой Російської Федерації.

## Біографія
В 2004—2009 роках навчався в Новосибірському вищому військовому командному училищі, після закінчення якого був направлений в 49-ту загальновійськову армію. Служив командиром розвідувального взводу, заступником командира і командиром стрілецької роти снайперів. В 2018 році призначений начальником штабу мотострілецького батальйону щойно сформованого 102-го мотострілецького полку, потім очолив свій батальйон. В 2020 році брав участь в інтервенції в Сирію. Певний час був офіцером відділу бойової підготовки Південного військового округу.
Після початку вторгнення в Україну повернувся в 102-й мотострілецький полк і очолив 2-й батальйон. З 29 березня 2022 року брав участь у битві за Маріуполь, з середини квітня — у боях в Луганській області, з червня — у боях за Мар'їнку. Загинув у бою. Похований в Майкопі.

## Нагороди
Отримав численні нагороди, серед яких:
- Медаль «За відвагу»
- Орден Мужності
- Звання «Герой Російської Федерації» (23 травня 2023, посмертно) — «за мужність і героїзм, проявлені під час виконання військового обов'язку.» 13 червня медаль «Золота зірка» була передана рідним Лемеша губернатором Адигеї Муратом Кумпіловим.